# Staurogyne rosulata
Staurogyne rosulata är en akantusväxtart som beskrevs av Cornelis Eliza Bertus Bremekamp. Staurogyne rosulata ingår i släktet Staurogyne och familjen akantusväxter. Inga underarter finns listade i Catalogue of Life.